# Dassault Mirage III
Dassault Mirage III este un avion de vânătoare supersonic francez cu aripi delta, introdus de aviația militară franceză în 1961. Este un avion militar de mare succes, care a servit în forțele aeriene ale multor țări.